# Arif Erkin Güzelbeyoğlu
Arif Erkin Güzelbeyoğlu (Gaziantep, 1935. szeptember 11. –) török építész, zenész, sorozat és filmszínész.

## Életrajza
Arif Erkin Güzelbeyoğlu 1935. szeptember 11-én született, a törökországi Gaziantepben.
Az Isztambuli Műszaki Egyetemen végzett építészként. Törökországban zene- és balettoktató. Egy ideig Londonban dolgozott kántorként. Színházi zenéket is ír.
Az isztambuli Fiatal Művészek Színházának (Genç Oyuncular Tiyatrosu) és a Barátság Színház (Dostlar Tiyatrosu) alapító tagja.

## Filmográfia

### Színházi szerepei
- Bedreddin
- Ezenler Ezilenler Başkaldıranlar
- Soruşturma
- Havana Duruşması
- Rosenbergler Ölmemeli

### Filmjei, sorozatai
- Doksanlar (2013)
- Szulejmán (Piri Mehmed pasa) (2011)
- Hayat Devam Ediyor (İbrahim Bakırcı) (2011)
- Canım Ailem (Cabbar Ağa) (2009)
- Tatlı Bela Fadime (Temel Dede) (2008)
- Yabancı Damat (Memik Dede) (2005)
- İkinci Bahar (Dede) (1998)
- Bizimkiler (Katil Yavuzun Agabeyi) (1989)

## Fordítás
- Ez a szócikk részben vagy egészben  az   Arif Erkin Güzelbeyoğlu című török Wikipédia-szócikk fordításán alapul.  Az eredeti cikk szerkesztőit annak laptörténete sorolja fel. Ez a jelzés csupán a megfogalmazás eredetét és a szerzői jogokat jelzi, nem szolgál a cikkben szereplő információk forrásmegjelöléseként.